# Igor Julio
Igor Julio dos Santos de Paulo, más conocido como Igor Julio, (Bom Sucesso, Brasil, 7 de febrero de 1998) es un futbolista brasileño que juega de defensa en el Brighton & Hove Albion F. C. de la Premier League.

## Trayectoria
Comenzó su carrera deportiva en el Red Bull Brasil en 2016, marchándose en ese mismo año a otro de los equipos de la factoría Red Bull, el RB Salzburgo, siendo asignado a su equipo filial, el FC Liefering.
El 7 de enero de 2018 fue cedido al Wolfsberger AC, y en la temporada 2018-19 volvió a salir cedido, en aquella ocasión al FK Austria Viena.
En 2019 abandona definitivamente el Salzburgo recalando en la SPAL 2013 de la Serie A italiana, y el 31 de enero de 2020 se va cedido al ACF Fiorentina por dos temporadas, y con obligación de compra.

## Estadísticas

### Clubes
Actualizado al último partido disputado el 9 de noviembre de 2024.
| Club                                    | Div.          | Temporada     | Liga  | Liga  | Copas nacionales | Copas nacionales | Copas internacionales | Copas internacionales | Total | Total |
| Club                                    | Div.          | Temporada     | Part. | Goles | Part.            | Goles            | Part.                 | Goles                 | Part. | Goles |
| --------------------------------------- | ------------- | ------------- | ----- | ----- | ---------------- | ---------------- | --------------------- | --------------------- | ----- | ----- |
| F. C. Liefering · Austria               | 2.ª           | 2016-17       | 25    | 0     | ―                | ―                | ―                     | ―                     | 25    | 0     |
| F. C. Liefering · Austria               | 2.ª           | 2017-18       | 11    | 0     | ―                | ―                | ―                     | ―                     | 11    | 0     |
| F. C. Liefering · Austria               | Total club    | Total club    | 36    | 0     | 0                | 0                | 0                     | 0                     | 36    | 0     |
| Red Bull Salzburgo · Austria            | 1.ª           | 2016-17       | 1     | 0     | 0                | 0                | 0                     | 0                     | 1     | 0     |
| Red Bull Salzburgo · Austria            | 1.ª           | 2017-18       | 1     | 0     | 1                | 0                | 0                     | 0                     | 2     | 0     |
| Red Bull Salzburgo · Austria            | Total club    | Total club    | 2     | 0     | 1                | 0                | 0                     | 0                     | 3     | 0     |
| Wolfsberger AC · Austria                | 1.ª           | 2017-18       | 15    | 0     | 0                | 0                | ―                     | ―                     | 15    | 0     |
| Wolfsberger AC · Austria                | Total club    | Total club    | 15    | 0     | 0                | 0                | 0                     | 0                     | 15    | 0     |
| FK Austria Viena · Austria              | 1.ª           | 2018-19       | 27    | 0     | 3                | 0                | ―                     | ―                     | 30    | 0     |
| FK Austria Viena · Austria              | Total club    | Total club    | 27    | 0     | 3                | 0                | 0                     | 0                     | 30    | 0     |
| S.P.A.L. · Italia                       | 1.ª           | 2019-20       | 17    | 0     | 3                | 1                | ―                     | ―                     | 20    | 1     |
| S.P.A.L. · Italia                       | Total club    | Total club    | 17    | 0     | 3                | 1                | 0                     | 0                     | 20    | 1     |
| ACF Fiorentina · Italia                 | 1.ª           | 2019-20       | 9     | 0     | 0                | 0                | ―                     | ―                     | 9     | 0     |
| ACF Fiorentina · Italia                 | 1.ª           | 2020-21       | 21    | 0     | 3                | 0                | ―                     | ―                     | 24    | 0     |
| ACF Fiorentina · Italia                 | 1.ª           | 2021-22       | 30    | 0     | 5                | 0                | ―                     | ―                     | 35    | 0     |
| ACF Fiorentina · Italia                 | 1.ª           | 2022-23       | 27    | 0     | 3                | 0                | 12                    | 0                     | 42    | 0     |
| ACF Fiorentina · Italia                 | Total club    | Total club    | 87    | 0     | 11               | 0                | 12                    | 0                     | 110   | 0     |
| Brighton & Hove Albion F. C. Inglaterra | 1.ª           | 2023-24       | 24    | 0     | 3                | 0                | 6                     | 0                     | 33    | 0     |
| Brighton & Hove Albion F. C. Inglaterra | 1.ª           | 2024-25       | 6     | 0     | 3                | 0                | —                     | —                     | 9     | 0     |
| Brighton & Hove Albion F. C. Inglaterra | Total club    | Total club    | 30    | 0     | 6                | 0                | 6                     | 0                     | 42    | 0     |
| Total carrera                           | Total carrera | Total carrera | 213   | 0     | 24               | 1                | 18                    | 0                     | 255   | 1     |

## Palmarés

### Títulos nacionales
| Título          | Club               | País    | Año  |
| --------------- | ------------------ | ------- | ---- |
| Bundesliga      | Red Bull Salzburgo | Austria | 2017 |
| Copa de Austria | Red Bull Salzburgo | Austria | 2017 |
| Bundesliga      | Red Bull Salzburgo | Austria | 2018 |

### Títulos internacionales
| Título                    | Club                      | Sede  | Año  |
| ------------------------- | ------------------------- | ----- | ---- |
| Liga de Campeones juvenil | Red Bull Salzburgo sub-19 | Suiza | 2017 |